# 夏日仓活佛
夏日仓活佛为青海同仁、泽库地区最大的活佛系统，是隆务寺寺主活佛，自明代至今，共传八世。

## 历世夏日仓活佛
| 世代   | 生卒年         | 中文姓名                    |
| ------ | -------------- | --------------------------- |
| 第一世 | 1607年－1677年 | 夏日仓·噶丹嘉措             |
| 第二世 | 1678年－1739年 | 夏日仓·阿旺赤列嘉措         |
| 第三世 | 1740年－1794年 | 夏日仓·根敦赤列热吉         |
| 第四世 | 1795年－1843年 | 夏日仓·罗桑曲扎嘉措         |
| 第五世 | 1844年－1858年 | 夏日仓·罗桑赤列嘉措         |
| 第六世 | 1859年－1915年 | 夏日仓·噶丹丹贝坚赞         |
| 第七世 | 1916年－1978年 | 夏日仓·噶丹罗桑赤列隆朵嘉措 |
| 第八世 | 1979年－       | 夏日仓·丹增久麦噶丹         |